# Koncert mocarstw

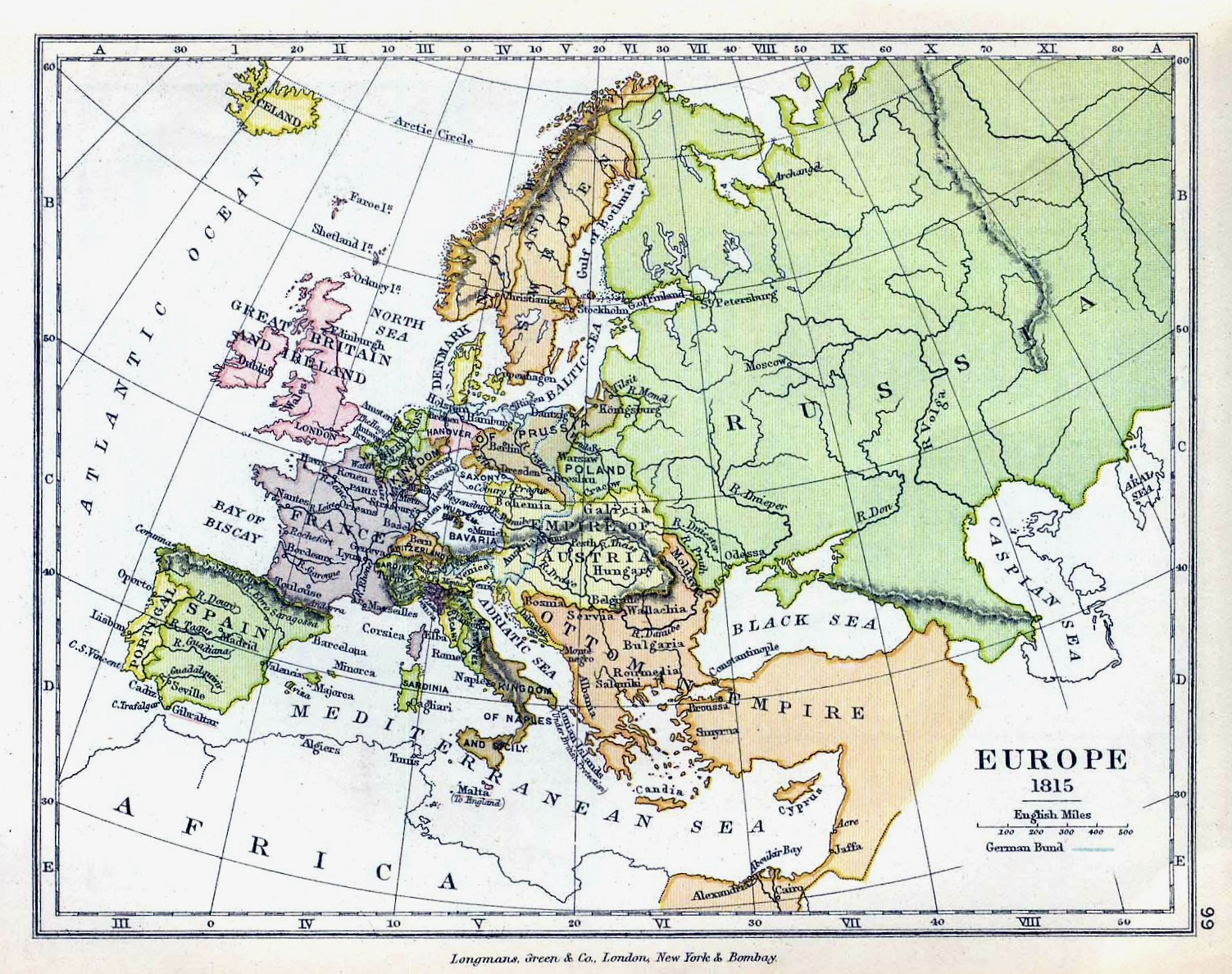
Mapa Europy w roku powstania czwórprzymierza

Koncert mocarstw, inaczej czwórprzymierze – układ polityczny powołany 20 listopada 1815 przez Wielką Brytanię, Rosję, Austrię (od 1867 jako Austro-Węgry), Prusy (od 1871 jako Niemcy). W 1818 przystąpiła Francja, w 1867 także Włochy. W przypadku wojny kraje czwórprzymierza miały ustalić wspólną politykę dążącą do zachowania równowagi europejskiej tak, aby żadne państwo nie wybiło się na hegemona. Ostateczny kres temu porozumieniu położył wybuch I wojny światowej w 1914. Jednak już wcześniej doszło do wewnętrznego podziału na dwa przeciwstawne bloki państw: Trójprzymierze (1882; Niemcy, Austro-Węgry, Włochy) i Trójporozumienie (1907; Wielka Brytania, Francja, Rosja).
Mocarstwa te nadały sobie m.in. prawo regulacji istnienia wszystkich państw w Europie. Obok sześciu mocarstw (w tym także Królestwo Sardynii i Piemontu, od 1861 jako Włochy) od wojen napoleońskich do I wojny światowej funkcjonowały również nieprzerwanie: Hiszpania, Portugalia, Szwecja, Dania, Szwajcaria. Za zgodą „koncertu mocarstw” w latach 1815–1914 powstało na trwałe dziesięć nowych państw:
1) Holandia – 9 czerwca 1815 – odebrana Francji aktem końcowym Kongresu Wiedeńskiego (była niepodległa także w latach 1648–1810),
– utworzono ponownie Państwo Kościelne (odebrane Francji; później zostało zlikwidowane 20 września 1870 i wcielone do Włoch 9 października 1870),
– zlikwidowano ówczesne państwo polskie, czyli Księstwo Warszawskie (większość terytorium przekazano Rosji i utworzono Królestwo Polskie), Związek Reński (księstwa niemieckie podporządkowano Austrii) oraz Królestwo Włoch (terytorium przekazano Austrii, a następnie jego obszar i później także tytuł przejęli królowie Sardynii) i Królestwo Neapolu (przejęli je królowie Sycylii),
– trzy lata później – 15 listopada 1818 – przyjęto Francję do grona mocarstw,
2) Grecja – 21 lipca 1832 – odebrana Turcji traktatem pokojowym w Konstantynopolu,
3) Belgia – 19 kwietnia 1839 – odebrana Holandii pierwszym traktatem londyńskim,
4) Luksemburg – 11 maja 1867 – wyłączony z księstw niemieckich drugim traktatem londyńskim (większość księstw niemieckich podporządkowano Prusom),
– zatwierdzono zniesienie Królestwa Sycylii i Neapolu (zostało zlikwidowane 7 września 1860 i wcielone do Włoch 17 grudnia 1860) oraz przyjęto Włochy do grona mocarstw,
5, 6, 7) Rumunia, Serbia, Czarnogóra – 13 lipca 1878 – trzy kraje odebrane Turcji aktem końcowym Kongresu Berlińskiego,
8) Norwegia – 26 października 1905 – odebrana Szwecji, zgodnie z arbitrażem Wielkiej Brytanii pomiędzy Szwecją a autonomiczną Norwegią 11 sierpnia 1904 w Londynie,
9) Bułgaria – 19 kwietnia 1909 – odebrana Turcji, zgodnie z arbitrażem Rosji pomiędzy Turcją a autonomiczną Bułgarią 3 marca 1909 w Petersburgu,
10) Albania – 30 maja 1913 – odebrana Turcji traktatem pokojowym w Londynie.
W chwili ostatecznego upadku tego europejskiego systemu międzynarodowego, czyli w momencie wybuchu I wojny światowej (28 lipca 1914), oprócz wyżej wymienionych 21 państw niepodległych, w Europie istniały także cztery niewielkie państewka: Andora, Liechtenstein, Monako i San Marino, którymi „opiekowali się” sąsiedzi.
„Koncert mocarstw” obok zatwierdzania istnienia poszczególnych państw znacznie częściej, podczas licznych wspólnych konferencji, dokonywał wielu zmian granic w Europie. Jednak wielu badaczy historii XIX wieku uważa, że przez całe stulecie, a zwłaszcza od podboju Indii w roku 1858, na całym świecie dominowała Wielka Brytania, zaprowadzając tzw. Pax Britannica.